# Florian Angert
Florian Angert (* 3. April 1992 in Weinheim) ist ein deutscher Triathlet, Ironman-70.3-Sieger (2018), Ironman-Sieger (2019) und Vize-Europameister auf der Triathlon-Mitteldistanz (2016). Er wird in der Bestenliste deutscher Triathleten auf der Ironman-Distanz geführt.

## Werdegang
Florian Angert war als Leistungsschwimmer aktiv, startete im C-Kader des Deutschen Schwimmverbands und nahm 2010 an der Jugendeuropameisterschaft in Helsinki teil. Auf nationaler Ebene sicherte sich Angert Jahrgangsmeistertitel über 200, 400 und 1500 m Freistil.
Er startete 2012 in Mußbach auf Anregen der Triathletin Celia Kuch bei seinem ersten Triathlon. Bei der Challenge Heilbronn wurde er im Juni 2016 Fünfter bei der Deutschen Meisterschaft auf der Triathlon-Mitteldistanz (1,9 km Schwimmen, 90 km Radfahren und 21 km Laufen).

### Vize-Europameister 2016
Im September wurde Florian Angert im Rahmen der Challenge Walchsee-Kaiserwinkl Vize-Europameister auf der Triathlon-Mitteldistanz.
Seit 2017 startet er im Team Erdinger Alkoholfrei.
Beim Ironman 70.3 Jönköping holte sich der damals 26-Jährige im Juli 2018 den ersten Titel in einem Ironman-70.3-Rennen (1,9 km Schwimmen, 90 km Radfahren und 21,1 km Laufen). Im September konnte er außerdem den Strandräuber-Ironman 70.3 Rügen für sich entscheiden.
Im Juli 2019 gewann Angert die Challenge Prag. Im Oktober desselben Jahres startete er dann beim Ironman Barcelona erstmals auf der Ironman-Distanz (3,86 km Schwimmen, 180,2 km Radfahren und 42,195 km Laufen) und konnte das Rennen nach 7:45:05 h mit neuem Streckenrekord für sich entscheiden. Damit stellte er außerdem einen neuen Rekord für das schnellste Langdistanz-Debüt auf und qualifizierte sich für die Ironman-Weltmeisterschaften auf Hawaii.

### Sieger Challenge World Championships 2021
Im August 2021 gewann er die Challenge World Championships in Šamorín und wurde im Oktober Zweiter beim Ironman Mallorca.
Im Mai 2022 wurde er Fünfter bei den erstmals außerhalb von Hawaii ausgetragenen und vom Oktober 2021 verschobenen Ironman World Championships.

### Vize-Weltmeister Triathlon Langdistanz 2022
Im August wurde der 30-Jährige in der Slowakei Vize-Weltmeister auf der Triathlon-Langdistanz.
Er wird von Philipp Seipp trainiert. Der Profitriathlet und Student der Ernährungswissenschaften lebt in Schwaigern bei Heilbronn.

## Sportliche Erfolge
| Datum/Jahr    | Platz | Wettbewerb                               | Austragungsort    | Zeit     | Bemerkung |
| ------------- | ----- | ---------------------------------------- | ----------------- | -------- | --- |
| 20. Sep. 2020 | 6     | Stadtwerke Ratingen Triathlon            | Ratingen          | 01:41:02 | 1 km Schwimmen, 40 km Radfahren und 10 km Laufen                                                                                           |
| 5. Mai 2020   | 8     | Siegerland-Cup                           | Buschhütten       | 01:44:02 | |
| 6. Mai 2018   | 2     | Siegerland-Cup                           | Buschhütten       |          | Zweiter hinter Andreas Böcherer |
| 30. Juli 2017 | 2     | HeidelbergMan                            | Heidelberg        |          | hinter Markus Rolli |
| 31. Juli 2016 | 2     | HeidelbergMan                            | Heidelberg        |          | |
| 6. Mai 2016   | 2     | Siegerland-Cup                           | Buschhütten       |          | 1 km Schwimmen, 41,9 km Radfahren und 9,6 km Laufen                                                                                        |
| 2. Aug. 2015  | 1     | HeidelbergMan                            | Heidelberg        |          | |
| 28. Juni 2015 | 14    | DTU Deutsche Meisterschaft Triathlon U23 | Düsseldorf        | 00:56:24 | Deutsche Triathlon-Meisterschaft auf der Sprintdistanz (0,75 km Schwimmen, 20 km Radfahren und 5 km Laufen); 20. Rang in der Gesamtwertung |
| 4. Aug. 2013  | 3     | Frankfurt-City-Triathlon                 | Frankfurt am Main |          | |

| Datum/Jahr    | Platz | Wettbewerb                                           | Austragungsort | Zeit     | Bemerkung |
| ------------- | ----- | ---------------------------------------------------- | -------------- | -------- | --- |
| 1. Sep. 2024  | 9     | Ironman 70.3 Zell am See-Kaprun                      | Zell am See    | 03:57:20 | |
| 22. Apr. 2023 | 12    | Challenge Gran Canaria                               | Mogán          | 03:48:46 | [ 15 ] |
| 19. März 2022 | 3     | Ironman 70.3 Lanzarote                               | Lanzarote      | 03:57:37 | |
| 29. Aug. 2021 | 1     | Challenge Samorin                                    | Šamorín        | 03:36:03 | Sieger bei „The Championship“ |
| 27. Juni 2021 | 9     | Ironman 70.3 Elsinore                                | Helsingør      | 03:43:47 | Ironman 70.3 European Championships |
| 1. Mai 2021   | 7     | Ironman 70.3 St. George                              | St. George     | 03:47:22 | |
| 6. Dez. 2020  | 13    | Challenge Daytona                                    | Daytona Beach  | 03:08:14 | als zweitbester Deutscher bei der PTO-Weltmeisterschaft (2 km Schwimmen, 80 km Radfahren und 18 km Laufen)                                  |
| 6. Sep. 2020  | 7     | Ironman 70.3 Gdynia                                  | Gdynia         | 03:48:28 | |
| 8. Sep. 2019  | 11    | Ironman 70.3 World Championships                     | Nizza          | 04:05:08 | [ 18 ] |
| 1. Sep. 2019  | 3     | Ironman 70.3 Zell am See                             | Zell am See    | 03:56:39 | |
| 27. Juli 2019 | 1     | Challenge Prague                                     | Prag           | 03:54:50 | |
| 23. Juni 2019 | 5     | Ironman 70.3 Elsinore                                | Helsingør      | 03:43:09 | Bester Deutscher bei den Ironman 70.3 European Championships                                                                                |
| 2. Juni 2019  | 5     | Challenge Samorin                                    | Šamorín        | 03:41:27 | |
| 19. Mai 2019  | 2     | Challenge Heilbronn                                  | Heilbronn      | 03:48:22 | |
| 9. Sep. 2018  | 1     | Ironman 70.3 Rügen                                   | Binz           | 03:47:35 | Sieg vor Patrick Lange |
| 26. Aug. 2018 | 4     | Ironman 70.3 Zell am See-Kaprun                      | Zell am See    | 01:39:06 | Austragung wegen Schneefall als Swim&Run; bester Deutscher                                                                                  |
| 8. Juli 2018  | 1     | Ironman 70.3 Jönköping                               | Jönköping      | 03:50:51 | |
| 3. Juni 2018  | 3     | Challenge Samorin                                    | Šamorín        | 03:47:23 | |
| 27. Mai 2018  | 5     | Ironman 70.3 Austria                                 | St. Pölten     | 04:03:55 | |
| 17. Sep. 2017 | 11    | Challenge Davos                                      | Davos          | 01:49:11 | Austragung aufgrund Schneefall mit 10 km Radfahren auf den Flüelapass, neutralisierter Abfahrt und anschließendem Halbmarathon als Bike&Run |
| 3. Sep. 2017  | 4     | Challenge Walchsee                                   | Walchsee       | 03:24:31 | |
| 18. Juni 2017 | 4     | Challenge Heilbronn                                  | Heilbronn      | 04:08:51 | |
| 21. Mai 2017  | 5     | Ironman 70.3 Austria                                 | St. Pölten     | 04:03:55 | |
| 4. Sep. 2016  | 2     | ETU Middle Distance Triathlon European Championships | Walchsee       | 03:50:56 | Vize-Europameister auf der Halbdistanz im Rahmen der Challenge Walchsee-Kaiserwinkl                                                         |
| 19. Juni 2016 | 5     | DTU Deutsche Meisterschaft Triathlon Mitteldistanz   | Heilbronn      | 04:03:50 | Austragung aufgrund Neckarhochwasser als Duathlon (5 km Laufen, 93 km Radfahren und 21,1 km Laufen)                                         |
| 13. Sep. 2015 | 10    | Ironman 70.3 Rügen                                   | Binz           | 04:08:10 | |

| Datum/Jahr    | Platz | Wettbewerb                                      | Austragungsort | Zeit     | Bemerkung                                                |
| ------------- | ----- | ----------------------------------------------- | -------------- | -------- | -------------------------------------------------------- |
| 6. Juli 2025  | 25    | Challenge Roth                                  | Roth           | 08:11:52 |                                                          |
| 30. März 2025 | 9     | Ironman South Africa                            | Port Elizabeth | 08:20:51 |                                                          |
| 16. Juni 2024 | 7     | Ironman Austria                                 | Klagenfurt     | 07:59:54 |                                                          |
| 27. Apr. 2024 | 24    | Ironman Texas                                   | The Woodlands  | 08:27:46 |                                                          |
| 4. Juni 2023  | 11    | Ironman Hamburg                                 | Hamburg        | 07:46:33 | Ironman European Championships                           |
| 25. Nov. 2022 | 7     | Ironman Israel                                  | Tiberias       | 07:57:29 | bei der Erstaustragung                                   |
| 22. Aug. 2022 | 2     | ITU Long Distance Triathlon World Championships | Šamorín        | 03:13:29 | Vize-Weltmeister auf der Triathlon Langdistanz           |
| 7. Mai 2022   | 5     | Ironman St. George                              | St. George     | 07:59:35 | Ironman World Championships 2021                         |
| 16. Okt. 2021 | 2     | Ironman Mallorca                                | Alcúdia        | 07:57:59 |                                                          |
| 23. Mai 2021  | 7     | Ironman Tulsa                                   | Tulsa          | 07:58:17 | Nordamerikanische Meisterschaft                          |
| 6. Okt. 2019  | 1     | Ironman Barcelona                               | Calella        | 07:45:05 | Streckenrekord beim ersten Start auf der Ironman-Distanz |

(DNF – Did Not Finish)